# الساندرو گاتو
الساندرو گاتو (انگلیسی: Alessandro Gatto؛ زادهٔ ۲ فوریهٔ ۱۹۹۴) بازیکن فوتبال است.
از باشگاه‌هایی که در آن بازی کرده‌است می‌توان به باشگاه فوتبال هلاس ورونا اشاره کرد.